# Tea at the Treedome
Tea at the Treedome (укр. Чаювання під куполом) — третя серія першого епізоду першого сезону мультсеріалу «Губка Боб Квадратні Штани», прем'єра якої відбулась 1 травня 1999 року.

## Сюжет
Серія починається з того, що Губка Боб полює на медуз, та невдало. Аж тут чує жахливі крики неподалік. Виявляється, що це сухопутна білка б'ється з гігантським морським гребінцем, вона перемагає. Але гребінець знову нападає на неї, і білка опиняється усередині гребінця. Губка Боб мчить їй на допомогу. Він розкриває його, а потім нападає, і гребінець його ковтає, проте білка звільнила його, і прогнала нечемного гребінця. Білка каже, що її звати Сенді і вона теж вивчала карате. Губка Боб питає, що у неї на голові. Це повітряний шолом, який потрібен їй для дихання. Він натомість каже, що любить повітря і Сенді запрошує його до себе на чай. Губка Боб біжить до Патріка розповісти про нове знайомство і запитати, що таке повітря. Також, він каже, що у Сенді голова роздута, а Патрік розуміє це так, що ніби вона багато знає. І він каже йому, щоб тримав мізинчик витягнутим, тоді усе вийде.
Губка приходить до Сенді, і помічає, що у неї вдома немає води. А вона відповідає, що тут і немає бути води. Він намагається вдихнути, і не розуміє що морським істотам обов'язково потрібна вода. Сенді показує йому свій будинок, зокрема і пташину ванну, до якої Губка Боб крадькома пробирається і розуміє, що без води йому не вижити. Патрік намагається його підбадьорити. Сенді повертається і бере у Губки Боба квіти, які він їй приніс і знову іде, щоб поставити їх у вазу. Тим часом, Губка Боб намагається втекти звідти, але згадує слова Патріка і збирається з силами. В цей самий момент прийшла Сенді, що несла вазу з чистою, холодною водою. Вона знову відходить за тістечками і Губка Боб не в змозі терпіти — випиває воду з вази, не звертаючи увагу на Патріка. Губка Боб знову намагається тікати, але Патрік його зупиняє і запевняє, що у нього все вийде, але потім оскільки там немає води теж намагається тікати разом з Бобом, але у них не виходить. Коли Сенді повертається, то бачить висушену губку і морську зірку на траві. Зрештою, вона дає їм шоломи з водою, і проблему вирішено. В кінці вони п'ють тост за нових друзів.

## Персонажі та озвучування
- Губка Боб - англ. дубляж Том Кенні - укр. дубляж Павло Скороходько.
- Патрік Зірка - англ. дубляж Білл Фегербаккі - укр. Максим Кондратюк.
- Сенді Чікс - англ. дубляж Керолін Лоуренс - укр. дубляж Катерина Брайковська

## Цікаві факти
- У цій серії вперше з'являється Сенді.
- Спочатку у серії мала бути інша заставка ( з чорним фоном замість зеленого).
- При першому показі на DVD помилково було написано що художник Едгар Ларразабал замість Тома Ясумі.
- Сцена де  Губка Боб повністю сухий і намагається не брати воду з вази і сцена де він каже " ні! дуже потрібна" стала інтернет-мемом.
- Також мемом став момент де Патрік кричить " Та що це за місце таке".
- Карма: Патрік не помічає що Губка Боб сухий, і потім він сам засохає.
- Контури персонажів в цій серії більш тонкі ніж в інших серіях першого сезону.
- Це єдина серія першого епізоду в якій Сквідвард не з'являється.
- Це перша серія над якою працював Дуг Лоуренс.
- Це перша серія в якій Губка Боб в окулярах.
- Це перша серія мультсеріала в якій є "реальна сцена".
- Це перша серія в 11 хвилин.
- Це один з небагатьох епізодів в якому використовується другі двері в домі Сенді.